# Flux de trésorerie
Pour les articles homonymes, voir Flow.
En finance d'entreprise, les flux de trésorerie (en anglais, cash flow) sont tous les mouvements de liquidités entrants ou sortants, que connaît une entreprise au cours d'une période spécifique. Ils permettent de construire directement les tableaux de trésorerie (comme ceux préconisés par l'ordre des experts-comptables), contrairement à la capacité d'autofinancement ou le besoin en fonds de roulement (BFR) qui sont constitués à partir de flux ne tenant pas compte des décalages de trésorerie (mais plus simples à calculer).

## Enjeux des flux de trésorerie
Le flux de trésorerie permet de revenir à un étalon amélioré permettant de réaliser des analyses surtout tactiques de la gestion financière.
La comptabilité est traversée par des flux de fonds qui permettent de construire par exemple le tableau de financement (à présenter en France dans les entreprises en difficulté), mais qui sont déformés par les décalages de trésorerie (c'est-à-dire souvent l'impact temporel des variations de dettes, créances et stocks).

## Outils spécifiques relatifs aux flux de trésorerie

### Le flux de trésorerie disponible
Le flux de trésorerie disponible (Free cash flow) est la capacité d'une entreprise à générer des ressources supplémentaires. Il correspond à la portion liquide de la capacité d'autofinancement obtenue dans l'année et qui n'est pas affectée à l'achat de nouveaux éléments d'actif (investissements).
Le flux de trésorerie disponible peut être utilisé dans les calculs actuariels d'évaluation de l'entreprise, comme la méthode DCF (Discounted Cash Flow).

### L'excédent de trésorerie d'exploitation
L'excédent de trésorerie d'exploitation (ETE) est le solde entre les flux de trésorerie générés effectivement par les produits encaissés et les charges d'exploitation décaissées.